# Geogarypus angulatus
Geogarypus angulatus är en spindeldjursart som beskrevs av Chamberlin 1930. Geogarypus angulatus ingår i släktet Geogarypus och familjen Geogarypidae. Inga underarter finns listade i Catalogue of Life.